# Maxim Kuzmín
Maxim Kuzmín es un deportista ruso que compitió en triatlón y duatlón. Ganó una medalla de oro en el Campeonato Mundial de Duatlón de Larga Distancia de 2017, y dos medallas de plata en el Campeonato Europeo de Triatlón de Invierno en los años 2013 y 2016.

## Palmarés internacional
| Campeonato Mundial | Campeonato Mundial | Campeonato Mundial | Campeonato Mundial |
| Año                | Lugar              | Medalla            | Prueba             |
| ------------------ | ------------------ | ------------------ | ------------------ |
| 2017               | Zofingen (Suiza)   | Medalla de oro     | Individual         |

| Campeonato Europeo | Campeonato Europeo | Campeonato Europeo | Campeonato Europeo |
| Año                | Lugar              | Medalla            | Prueba             |
| ------------------ | ------------------ | ------------------ | ------------------ |
| 2013               | Tartu (Estonia)    | Medalla de plata   | Individual         |
| 2016               | Otepää (Estonia)   | Medalla de plata   | Individual         |